# 大童山文五郎
大童山文五郎（1788年3月22日—1823年1月31日），本名鹽野文五郎，日本江戶時代山形縣出身的大相撲力士，最高位置是西前頭5枚目（1805年2月場所）。現役時代體格為159cm、169kg（成年時）。所屬的相撲部屋是伊勢之海部屋。

## 來歷
他生於出羽国村山郡長瀞村（現在山形縣東根市），是農民鹽野武左衛門之子，出生後2年高1.15米，重33公斤，7歳時重71公斤，腹三尺六寸（109cm）稱為怪童。
1794年9月、他在虛歲7歲(實6歲)初次於江戶參加相撲，很多浮世繪家如勝川春英和東洲齋寫樂也曾晝過他。
他在寛政・享和年間正式開始比賽，1805年（文化2年）2月場所、得西前頭5枚目8勝2休的好成績，但實際上他一生只比賽過12個場所。
引退後，他於東京都練馬區櫻台的廣德寺以賣艾草手拭為生，1822年（文政5年）12月20日死去。享年36（満34歳没）。
1979年（昭和54年），日本郵局曾發行一款他入土俵的郵票。